# Wimmerwuchs

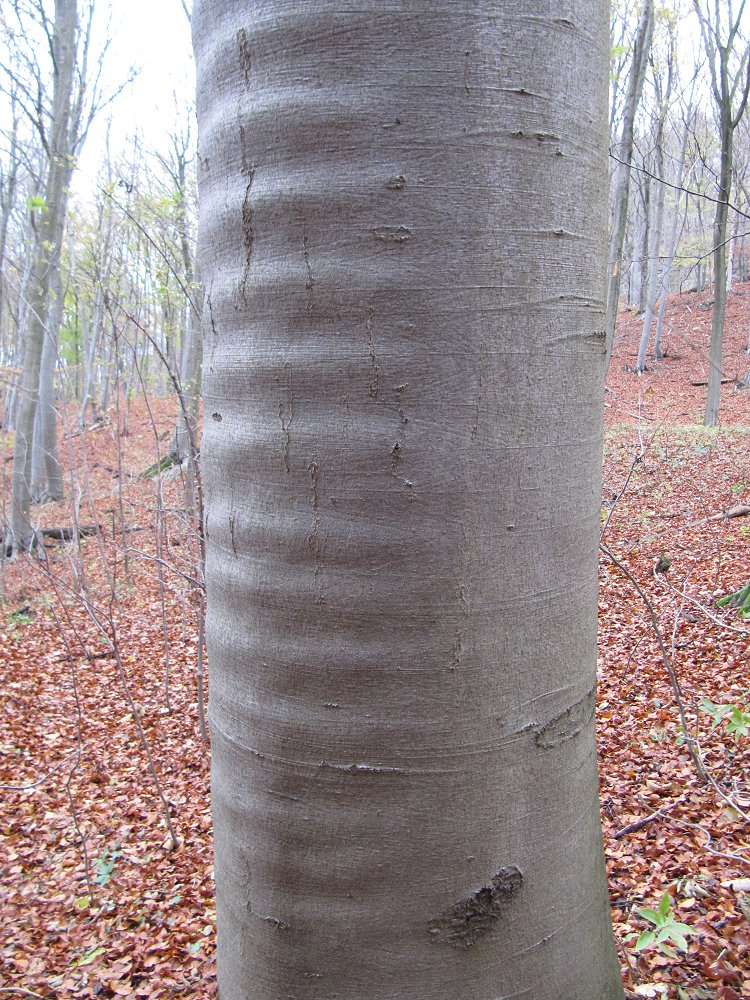
Wimmerwuchs an Buche

Wimmerwuchs oder Wimmer bezeichnet verschiedene Wuchsanomalien im Holz. 

## Merkmale
Wimmerwuchs ist eine quer zur Stammachse in tangentialer Richtung liegende, am Stammmantel sichtbare Bänderung mit welligem Faser- und Jahrringverlauf. Die Holzfasern „schwingen“ mit den Jahrringen.

## Ursache
Eine eindeutige, kausale Ursache lässt sich heute nicht beschreiben, gewisse Zusammenhänge werden aber mit den Standortbedingungen vermutet. So tritt Wimmerwuchs im Hochgebirge häufiger auf als im Flachland.

## Folgen für die Nutzung
Starker Wimmerwuchs wird zum Problem für die holzverarbeitende Industrie, da das Holz eine geringere Dimensionsstabilität aufweist und eher zur Rissbildung neigt. Besonders bei älteren Tannen tritt Wimmer häufiger auf und führt hier zur Wertminderung infolge der schlechten Nutzbarkeit. Dagegen ist Wimmerwuchs bei Fichten oder Birken besonders zur Herstellung von kunsthandwerklichen Artikeln oder Musikinstrumenten beliebt, da er eine abwechslungsreiche Oberflächenstruktur der Produkte garantiert.